# جان ادمونستن

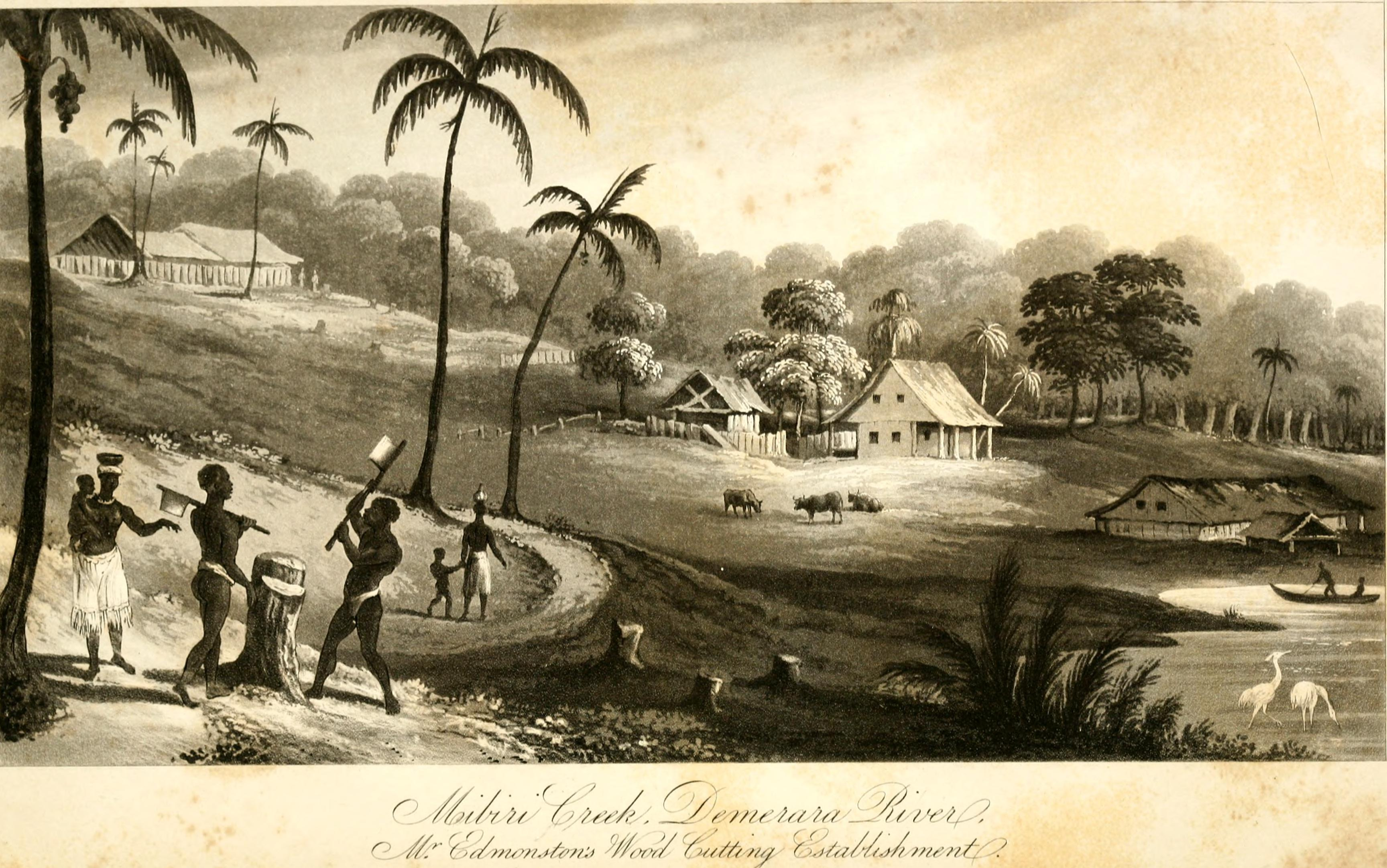
مزرعه چارلز ادمونستون، نهر میبیری - رودخانه دمرارا در گویان

جان ادمونستن بردهٔ سیاهپوستی بود که احتمالاً در دیمیرارای گویان بریتانیایی (گویان امروزی در آمریکای جنوبی) زاده شد. او بعدها آزادی‌اش را بدست آورد. او از چارلز واترتن - که پدر زنش چارلز ادمونستن (زاده ۱۷۹۳ در دامبرتون اسکاتلند - درگذشته ۱۸۲۳ در دیمیرارای گویان بریتانیایی) در دیمیرارا مزرعه داشت، تاکسیدرمی یادگرفت.
جان پس از آزادی با ارباب سابقش چارلز ادمونستون به گلاسکو آمد. از آنجا هم به ادینبرا (خیابان ۳۷ لوتین) رفت، در آنجا به دانشجویان دانشگاه ادینبرو از جمله چارلز داروین تاکسیدرمی درس می‌داد.
ادمونستن در مورد جنگل‌های باران‌خیز استوایی در آمریکای جنوبی حکایتهای الهام‌بخشی برای داروین تعریف کرد و شاید برای کشف آن‌ها او را تشویق کرده باشد. مطمئناً تاکسیدرمی که داروین از ادمونستون یادگرفت در طی سفر بیگل کمک زیادی به او کرد.
جان ادمونستون یکی از ۱۰۰ سیاه‌پوست مهم اهل بریتانیا محسوب می‌شود.